# Spyker C8
C8 é uma gama de supercarros produzidos pela fabricante holandesa de automóveis Spyker Cars.

## Modelos
Existem várias variantes do C8, tais como:
- C8 Spyder SWB
- C8 Spyder T
- C8 Laviolette
- C8 Laviolette LM85
- C8 Double 12S
- C8 Double 12R
- C8 Spyder GT2-R
- C8 Laviolette GT2-R
- C8 Aileron
- C8 Aileron Spyder

- C8 Preliator

O C8 Spyder é o modelo base, que conta com um motor Audi V8 4.2 litros de 400 cavalos, 480 N·m e velocidade máxima de 300 km/h. O Spyder T tem o mesmo motor porém bi-turbo, gerando agora 525 cavalos e alcançando 320 km/h. O C8 Laviolette tem o mesmo motor do C8 Spyder, porém com teto fixo de vidro. O C8 Double 12R é a versão especial feita para as 24 horas de Le Mans com motor Audi V8 de 480 cavalos. O C8 Double 12S é a versão de rua, contando com um motor de até 630 cavalos, com velocidade máxima de 350 km/h. Ambas as versões contam com entre-eixos estendido e tanque maior (100 litros).
O C8 Aileron é uma variante modernizada do C8 Laviolette que conta basicamente com o mesmo motor V8 4.2 litros Audi, de potência, torque e aceleração similares. Mais pesado (1560 kg), maior (4618 mm), mais largo (1953 mm) e mais alto (1270 mm) conta com tanque menor (62 litros), ABS, EBD, dentre outras tecnologias.
O C8 Preliator foi oficialmente anunciado no Salão do Automóvel de Genebra em 2016. Apenas 50 veículos serão produzidos. O carro tem um motor Audi V8 4.2 litros que produz 532 cavalos, fazendo 0 a 100 km/h em 3,7 segundos e chegando a 322 km/h. Pode vir com uma transmissão Getrag manual de seis velocidades ou uma ZF automática de seis velocidades. Assim como outros modelos da Spyker, o carro tem a típica inspiração de design de aviões, como entradas de ar estilo NACA. A tecnologia foi aprimorada nesse novo modelo, ganhando a tecnologia head up display e conectividade bluetooth.

## Galeria

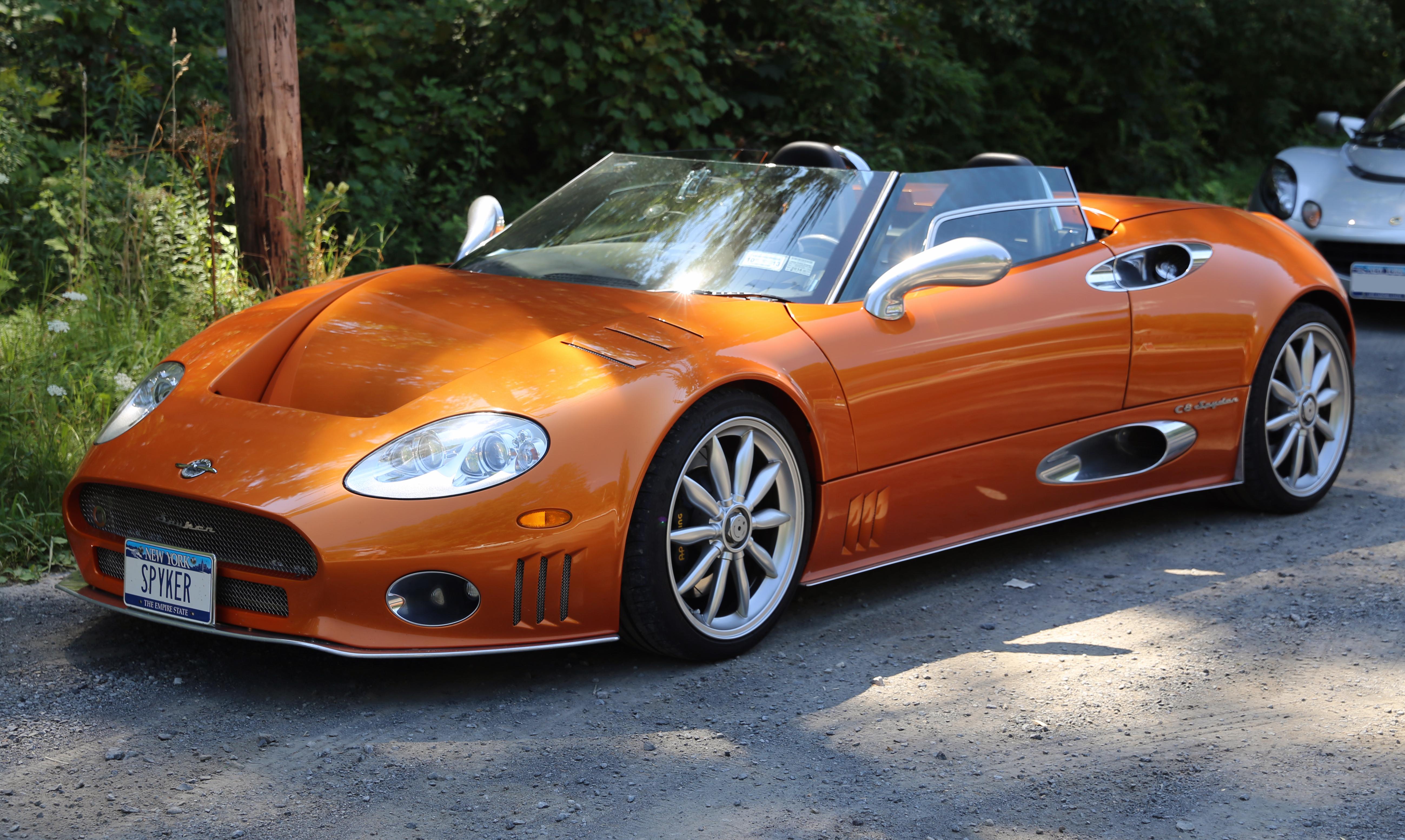
C8 Spyder 2009
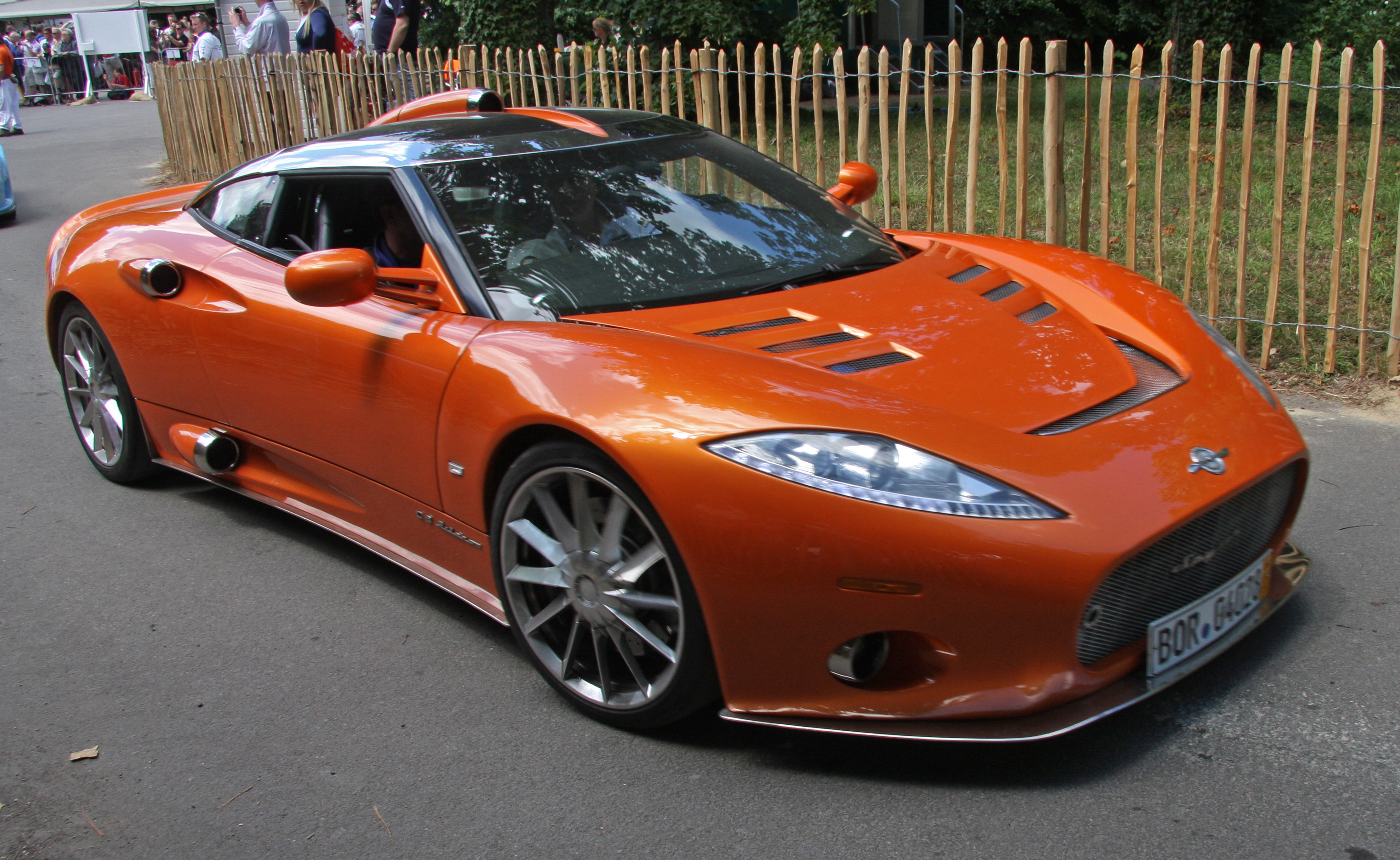
C8 Aileron
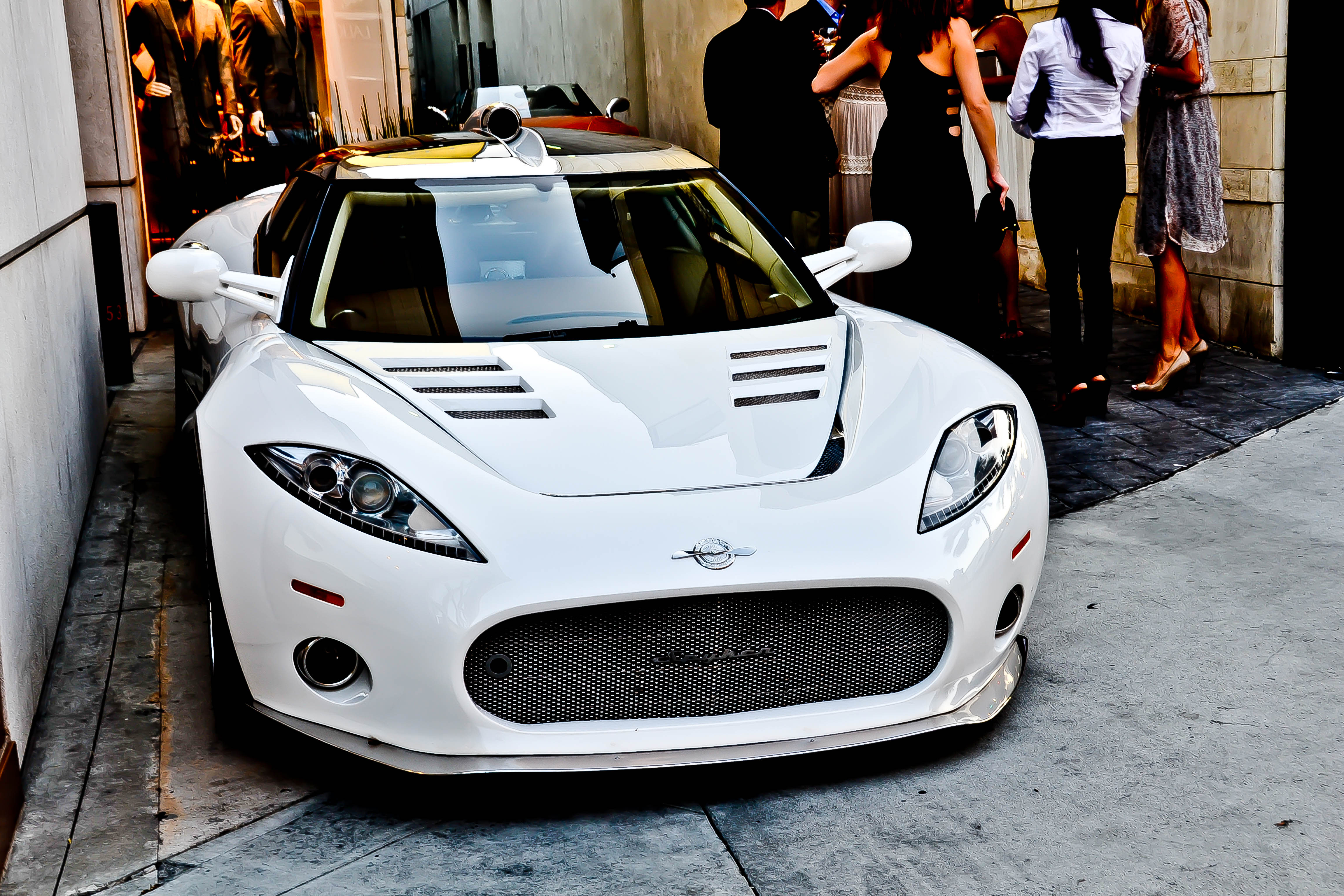
C8 Spyder
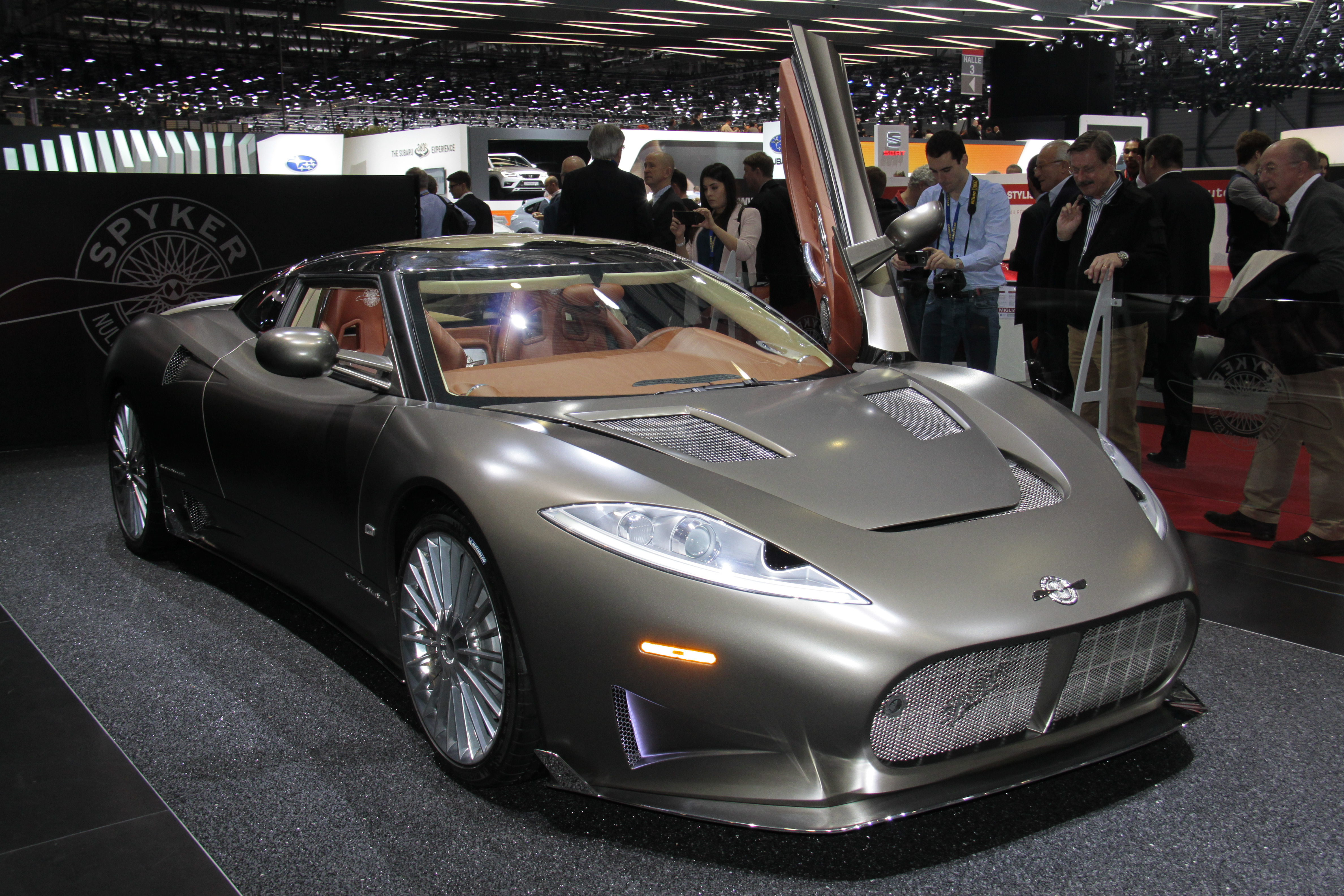
C8 Preliator
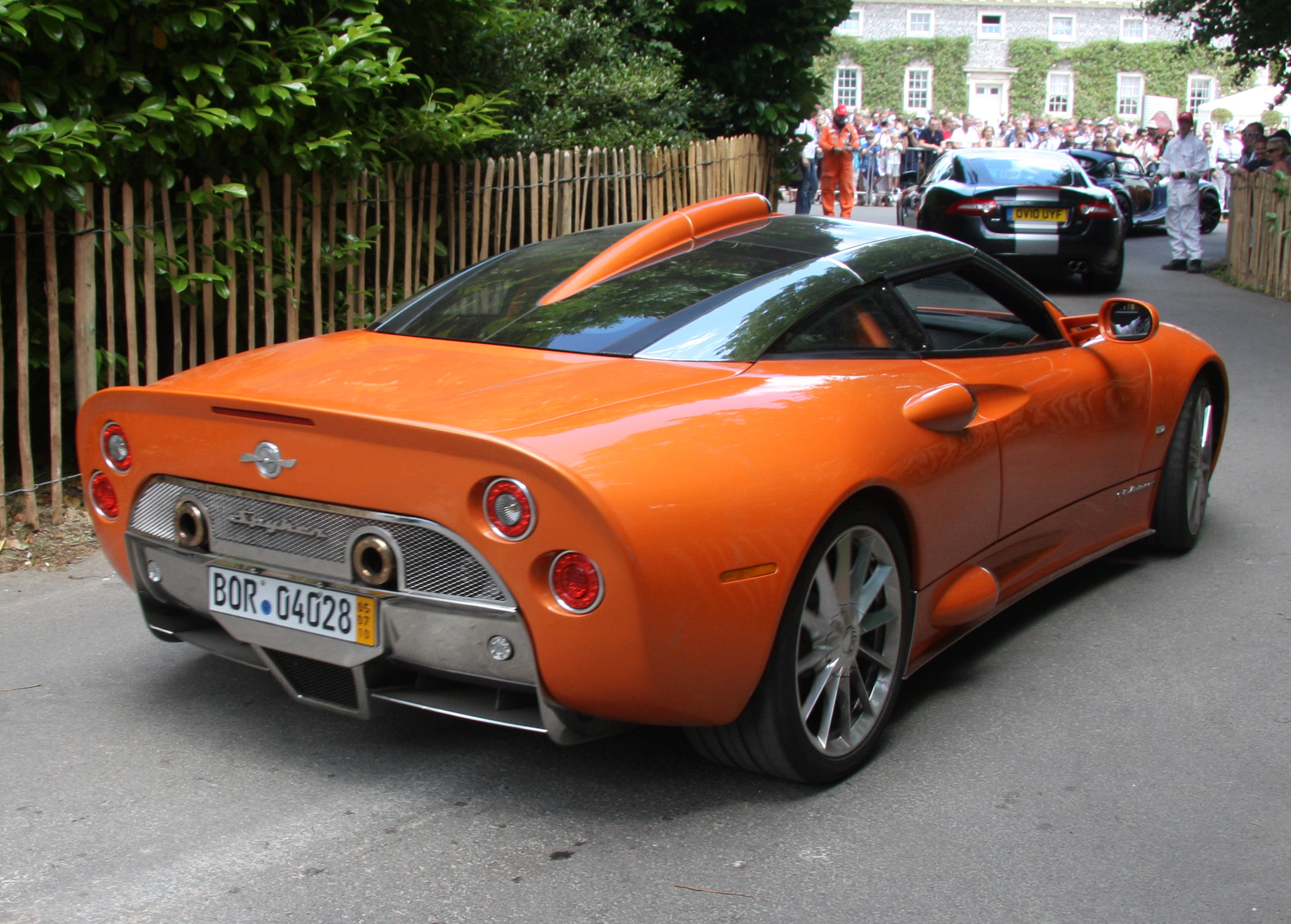
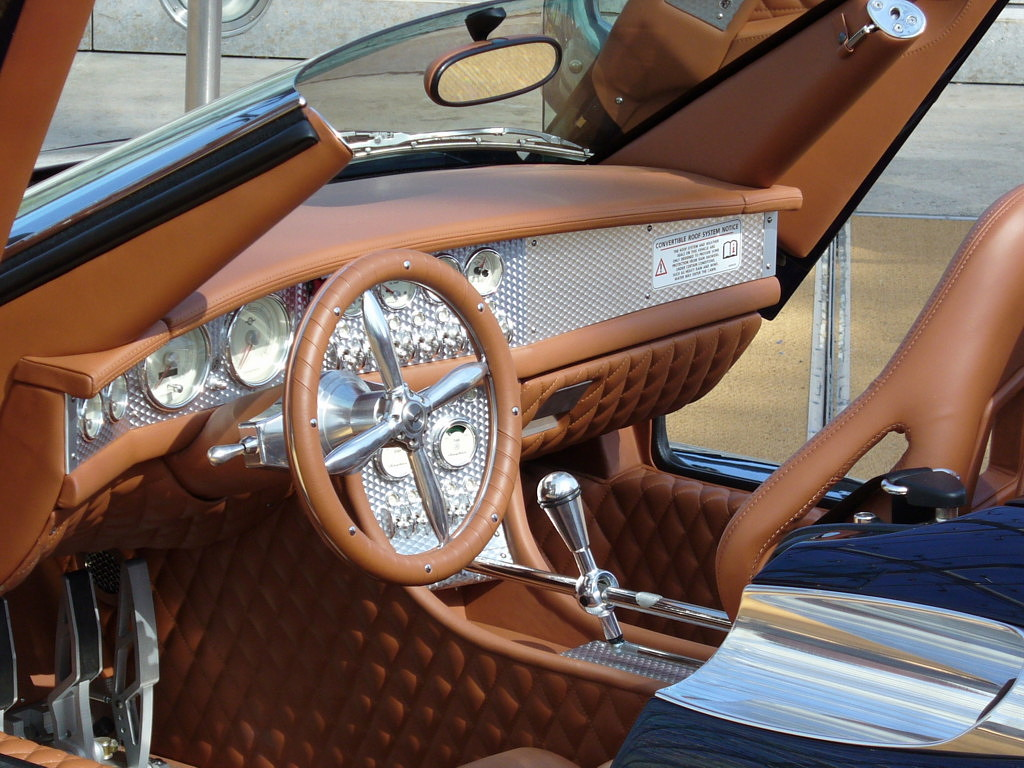
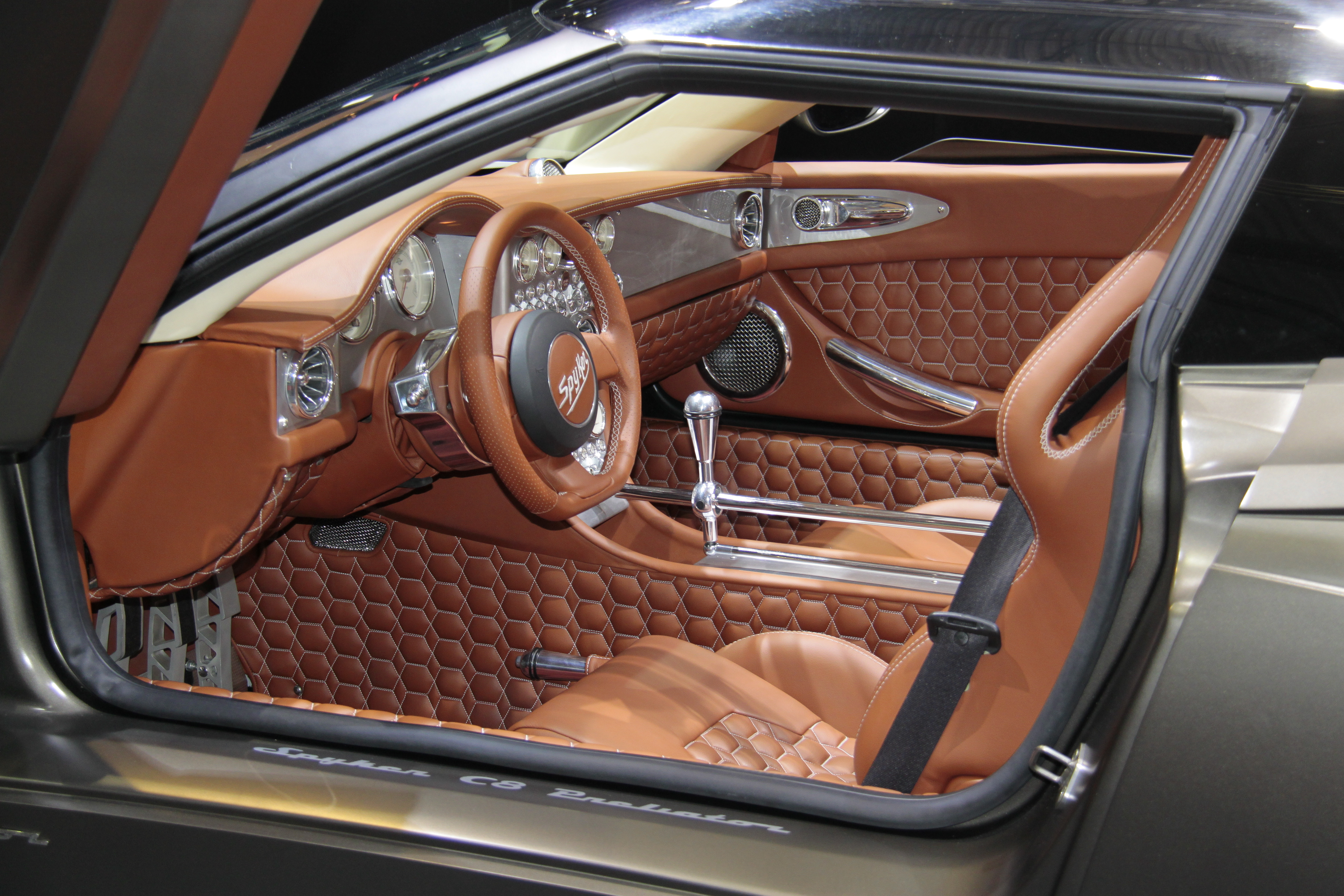